# Gurugram
Gurugram, bis 2016 Gurgaon (Hindi गुड़गांव Guṛgāṃv [ɡʊɽˈɡɑ̃ːo]), ist eine Stadt (Municipal Corporation) im indischen Bundesstaat Haryana mit rund 877.000 Einwohnern (Volkszählung 2011). Sie ist eine Satellitenstadt der Metropole Delhi und gehört zur National Capital Region.

## Lage
Gurugram liegt gut 30 Kilometer südwestlich des Stadtzentrums von Delhi und ist seit 2010 über die Metro Delhi mit der Hauptstadt verbunden und unweit des verkehrsreichsten Flughafens des Landes, IGI (Indira Gandhi International Airport). Gurugram ist Sitz des gleichnamigen Distrikts.

## Klima
Die Klimakrise hat in weiten Teilen Indiens zu einer drastischen Verknappung des Trinkwassers geführt. Dies ist in besonderem Maße in Gurugram spürbar. So gehört die Stadt zu jenen 21 bedeutenden indischen Städten, deren Grundwasserreserven nach Berechnungen der Regierungsagentur NITI Aayog im Jahr 2020 vollständig aufgezehrt sein werden.[veraltet]

## Jüngere Entwicklung
Gurugram gewann in jüngerer Zeit an Bedeutung. Viele wohlhabende Inder zogen aufgrund der Nähe zur Millionenstadt Delhi sowie einer relativ gepflegten, sicheren und teils grünen Umgebung dorthin. Durch das städtebauliche Wachstum verblieben nur noch ein kleiner öffentlicher Park sowie die für die Öffentlichkeit nicht zugänglichen Grünanlagen der umzäunten und bewachten Wohnkomplexe. An die Stelle der früheren Parks sind moderne Hochhaussiedlungen getreten, die vom reichen Teil der Bevölkerung bewohnt werden. Der große Anteil an Wohlhabenden führte außerdem dazu, dass in Gurugram über 20 große Malls nach amerikanischem Vorbild entstanden. Zudem haben sich mehrere Privatschulen angesiedelt. Gurugram ist ein Standort der Software-Firma SAP.
Für die Commonwealth Games in Delhi 2010 wurde unter anderem in Gurugrams Infrastruktur investiert. So wurde mit der Linie 2 der Metro eine neue Hochbahn fertiggestellt, die Gurugram mit Delhi verbindet, und Gurugrams Straßen wurden ausgebaut.
Am 12. April 2016 beschloss die BJP-geführte Hindu-nationalistische Regierung des Bundesstaats Haryana, die Stadt Gurgaon („Rohzucker-Dorf“) offiziell in Gurugram umzubenennen. Gurugram (übersetzt in etwa „Dorf des Gurus“) bezieht sich auf Guru Dronacharya, einer spirituellen Figur aus dem Hindu-Epos Mahabharata.

## Söhne und Töchter der Stadt
- Rajkummar Rao (* 1984), Schauspieler[5]
- Medha Rana (* 1999), Schauspielerin und Model